# 茨城県立農科大学
茨城県立農科大学（いばらきけんりつのうかだいがく、公用語表記: 茨城県立農科大学）は、茨城県稲敷郡阿見町に本部を置いていた日本の公立大学である。1946年に設置され、1952年に廃止された。
1952年に茨城大学に併合され、農学部となった。
本項では、前身の旧制私立大学の霞浦農科大学（かすみがうらのうかだいがく）を含めて記述する。

## 概要
- 1946年5月に、旧海軍航空隊跡地を利用して設立された旧制霞浦農科大学が起源。
- 1949年10月に茨城県に移管され、旧制茨城県立農科大学となった。
- 学制改革で新制の茨城県立農科大学となった後、国立移管され茨城大学農学部となった。
- 同窓会は 「茨城大学農学部同窓会」 と称し、旧制・新制合同の会である。

## 沿革

### 旧制霞浦農科大学時代
第二次世界大戦後の食糧不足に鑑み、稲敷郡阿見町の旧海軍霞ヶ浦海軍航空隊跡地・土浦海軍航空隊予科練跡地の文化的再利用を目的として、地元選出代議士の中井川浩、霞ヶ浦干拓工事等に携わっていた株木建設（本社： 水戸市）社長の株木政一らによって創設された。
- 1946年2月： 中井川浩・株木政一ら、大学令による霞浦農科大学、中等学校令による附属農業学校 （現在の霞ヶ浦高等学校） の設立を文部省に申請。
- 1946年5月1日： 財団法人霞浦農科大学、設立認可 （初代理事長： 中井川浩）。
- 1946年6月28日： 霞浦農科大学、授業開始。
- 1946年7月1日： 第1回入学式。新入生 172名。

1947年、経済状況の悪化により、財団法人霞浦農科大学の財政も破綻状態に追い込まれた。1947年12月には初代理事長の中井川浩が公職追放に遭い、株木政一が第2代理事長として財団法人を支えたが、限界に達していた。在京私立大学への身売りが噂される中、1949年3月には学生多数が他大学に転学して私立学校としての存続が困難になったため、財団法人を解散して茨城県へ移管することとなった。

### 旧制茨城県立農科大学時代
- 1949年8月31日： 霞浦農科大学の設置者変更及び名称変更設置認可[注釈 2]を文部省に申請。
- 1949年10月10日： 霞浦農科大学の設置者を財団法人霞浦農科大学より茨城県に変更及び名称を茨城県立農科大学に変更が認可[2]。
  - 学部 （修業年限3年） に農学専攻、農業経済専攻、畜産専攻、農芸化学専攻を設置。
- 1949年11月： 130名入学許可。

### 新制茨城県立農科大学時代
- 1950年2月20日： 新制茨城県立農科大学設置認可 [3]）。
  - 農学部のみの単科大学。第1部 （農学系）、第2部 （畜産系） を設置。
- 1950年4月： 学制改革による旧制在学生編入措置[4]。
  - 旧制予科 2年、3年修了者は新制 2年次へ
  - 旧制学部 1年修了者は旧制 2年次へ
- 1951年4月： 農業土木専攻を増設。
- 1951年10月： 国立移管申請。
- 1952年3月： 旧制 第1回卒業。
  - 茨城県立農科大学名義の卒業者はこの 1回のみ。
- 1952年3月31日： 茨城県立農科大学、廃止  [5]。
- 1952年4月1日： 茨城大学農学部[6]発足 （県立農大の国立移管）。
  - 農学科、畜産学科を設置。
  - 県立農大の在学生は茨城大学農学部に移籍された。
  - 県立農大の財産一切は、4月4日に国立移管された。

## 歴代学長
旧制私立霞浦農科大学
- 初代： 上原種美 （1946年5月 - ）
  - 元・三重高等農林学校校長 （初代）。
- 学長事務取扱： 多羅尾四郎 （ - 1949年10月）

旧制茨城県立農科大学
- 初代： 鈴木亰平 （1949年10月 - 1949年12月）
  - 茨城大学学長と兼任
- 第2代： 田中貞次 （1949年12月 - 1952年3月）

新制茨城県立農科大学
- 初代： 田中貞次 （1950年2月 - 1952年3月）
  - 茨城大学農学部 初代学部長となった

## 校地
旧制霞浦農科大学は稲敷郡阿見町の霞ヶ浦航空隊跡地に設立され、校地は後身の茨城県立農科大学、茨城大学農学部に引き継がれた （現 阿見キャンパス）。創立当初の大学本館 （旧海軍施設） は、学生寮として新制時代も長く利用された。

## 関連書籍
- 『茨城大学三十年史』　茨城大学、1982年3月。
- 茨城大学五十年史編集実行委員会（編）　『茨城大学五十年史』　茨城大学、2000年11月。